# Sainte-Verge
Sainte-Verge – miejscowość i gmina we Francji, w regionie Nowa Akwitania, w departamencie Deux-Sèvres.
Według danych na rok 1990 gminę zamieszkiwały 1202 osoby, a gęstość zaludnienia wynosiła 94 osób/km² (wśród 1467 gmin regionu Poitou-Charentes Sainte-Verge plasuje się na 244. miejscu pod względem liczby ludności, natomiast pod względem powierzchni na miejscu 689.).